# سد انتامینا
سد انتامینا (به اسپانیایی: Presa de relaves de Antamina) یک سد خاکی در پرو است که در اواراز واقع شده‌است.